# Right by You
| 전문가 평가 | 전문가 평가 |
| 평가 점수   | 평가 점수   |
| 출처        | 점수        |
| ----------- | ----------- |
| Allmusic    | [ 1 ]       |

《Right by You》는 1984년 7월 30일에 발매된 미국의 싱어송라이터 스티븐 스틸스의 여섯 번째 스튜디오 음반이다. 이것은 메이저 레이블에서 발매된 그의 마지막 솔로 음반이며, 미국 차트에서 75위로 정점을 찍은 비평적이고 상업적인 실패였다. 이것은 또한 1980년대의 그의 유일한 솔로 음반이었다.

## 배경 및 녹음
1984년, 스틸스는 애틀랜틱 레코드와 재계약을 체결하여 솔로 음반을 만들었고, 여기서 스틸스는 80년대 프로듀싱 사운드를 수용했다. 지미 페이지는 몇 트랙에 게스트를 맡았다. 〈Stranger〉라는 노래를 위한 뮤직비디오가 만들어졌다. 스틸스가 스피드보트를 타고 돌아다니는 것을 포함했고, 또한 스피드보트 레이싱 세계 챔피언인 스틸스와 토니 가르시아와 함께 앨범의 뒷면에 찍혔다.

## 곡 목록
모든 곡들은 특별한 언급이 없는 한 스티븐 스틸스에 의해 작사/작곡하였다.
| #  | 제목              | 작사·작곡                 | 재생 시간 |
| -- | ----------------- | ------------------------- | --------- |
| 1. | 〈50/50〉         | 조 랄라, 스틸스           | 4:22      |
| 2. | 〈Stranger〉      | 스틸스, 크리스토퍼 스틸스 | 2:57      |
| 3. | 〈Flaming Heart〉 | 레이 아노트               | 3:19      |
| 4. | 〈Love Again〉    |                           | 3:47      |
| 5. | 〈No Problem〉    |                           | 4:13      |

| #   | 제목                               | 작사·작곡                                                      | 재생 시간 |
| --- | ---------------------------------- | -------------------------------------------------------------- | --------- |
| 6.  | 〈Can't Let Go〉                   | 조 에스포지토, 알리 윌리스                                     | 4:09      |
| 7.  | 〈Grey to Green〉                  | 스틸스, 제임스 뉴턴 하워드                                     | 3:11      |
| 8.  | 〈Only Love Can Break Your Heart〉 | 닐 영, 스틸스 (추가 가사)                                      | 3:08      |
| 9.  | 〈No Hiding Place〉                | 루이스 서튼, 글래디스 스테이시, A. P. 카터, 스틸스 (추가 가사) | 3:58      |
| 10. | 〈Right by You〉                   |                                                                | 5:04      |